# Ricardo Senabre
Ricardo Senabre Sempere (Alcoy, 1937-Alicante, 5 de febrero de 2015) fue catedrático de universidad y crítico literario español. Experto en la obra de Ortega y Gasset y Miguel de Unamuno, compaginó los estudios de la literatura clásica y contemporánea.

## Biografía
Nacido en Alcoy (Alicante) en 1937, se licenció en Filología Románica por la Universidad de Salamanca con premio extraordinario (1960). Tres años más tarde obtuvo el doctorado en la misma universidad, también con premio extraordinario, con una tesis sobre el lenguaje y estilo de Ortega y Gasset. 

## Trayectoria
Desde 1967 fue profesor de Historia de la Lengua Española en la Universidad salmantina. En 1970 obtiene la cátedra de Gramática Histórica de la Lengua Española de la Universidad de Granada. En 1971 pasa al Colegio Universitario de Cáceres, embrión de la futura Universidad de Extremadura, de la que fue catedrático de Gramática General y Crítica Literaria y donde viviría quince años. De su Facultad de Filosofía y Letras sería decano en dos mandatos sucesivos. En 1986 cerró un ciclo y pasó a la cátedra de Teoría de la Literatura y Literatura Comparada de la Universidad de Salamanca, su alma máter, de la que fue profesor emérito. En 1997 fue nombrado hijo adoptivo de Cáceres.

## Crítica literaria
Conferenciante y autor de más de 150 trabajos universitarios, ejerció la crítica literaria en varios medios, en especial en la revista El Cultural del diario El Mundo. Con una proverbial meticulosidad, diseccionó cientos de novelas y textos aparecidos en las tres últimas décadas de su vida y la muerte le sorprendió editando rigurosamente las Obras completas de Miguel de Unamuno.

## Libros[6]
- Lengua y estilo de Ortega y Gasset (1964), tesis doctoral.
- La poesía de Rafael Alberti (1977).
- Tres estudios sobre Fray Luis de León (1978).
- Gracián y "El Criticón" (1979).
- Introducción a la poesía de Eugenio Frutos (1982).
- Literatura y público (1987).
- Escritores de Extremadura (1988).
- Antonio Machado y Juan Ramón Jiménez: poetas del siglo XX (1991).
- Capítulos de historia de la lengua literaria (1998).
- Estudios sobre Fray Luis de León (1998).
- El retrato literario: antología (1998).
- Claves de la poesía contemporánea: de Bécquer a Brines (1999).
- Laberintos de papel: Jorge Luis Borges e Italo Calvino en le era digital, en colaboración con E. Santos Unamuno (2002).
- Metáfora y novela (2005).
- Aproximación a la obra lingüística de Menéndez Pidal, en colaboración con  Francisco Abad Nebot (2008).
- El lector desprevenido (2015).

## Premios y distinciones
- Doctor honoris causa por la Universidad de las Palmas de Gran Canaria.
- Medalla de Honor de la Universidad Menéndez Pelayo.
- Encomienda de la Orden de Alfonso X el Sabio.
- Medalla de Extremadura.
- Medalla de Oro de la Universidad de Extremadura.
- Hijo Adoptivo de Cáceres.
- Miembro permanente del jurado del Premio Príncipe de Asturias de Comunicación y Humanidades.